# Pyracmon hyalinus
Pyracmon hyalinus är en stekelart som först beskrevs av Léon Abel Provancher 1874.  Pyracmon hyalinus ingår i släktet Pyracmon och familjen brokparasitsteklar. Inga underarter finns listade i Catalogue of Life.